# Wirtschaftsgeschichte der Volksrepublik China

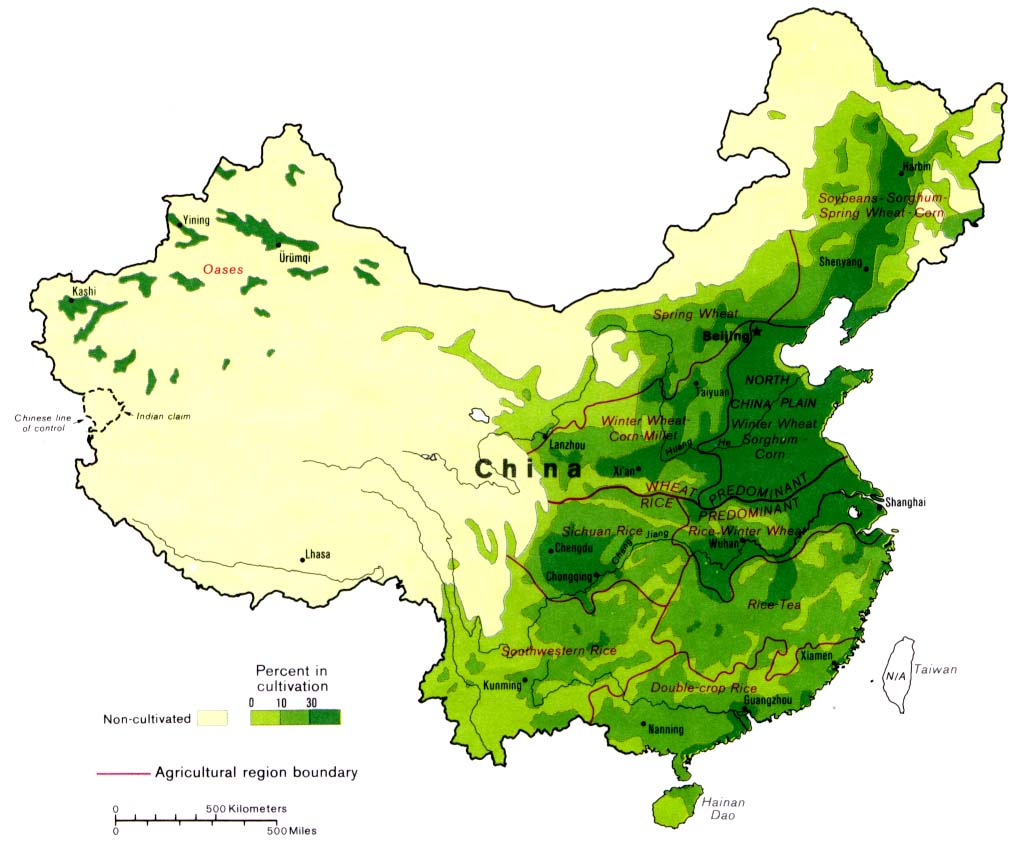
Landwirtschaftliche Regionen. Weite Teile des Landes sind für eine intensivere landwirtschaftliche Nutzung aufgrund Trockenheit und/oder extremer klimatischer Bedingungen nicht geeignet

Die Wirtschaftspolitik der neu gegründeten Volksrepublik China unter Mao Zedong setzte auf Planwirtschaft mit möglichst hohem Wirtschaftswachstum. China war zu diesem Zeitpunkt ein Agrarstaat. Das Bruttoinlandsprodukt wuchs 1952 bis 1975 um jährlich mehr als 5 Prozent, allerdings unter extremer Bevorzugung des Investitionsgütersektors und unter Vernachlässigung der Bedürfnisse der Bevölkerung. Die Folge des gescheiterten großen Sprunges nach vorn waren massive Hungersnöte mit Millionen Toten. Unter Deng Xiaoping wurde die kollektivierte Landwirtschaft allmählich im Pachtweg reprivatisiert. Seit 1979 gibt es Sonderwirtschaftszonen. Mit der Entwicklung von Privatwirtschaft kam es zu einem Kader-Kapitalismus, der die Familien wichtiger Funktionäre der Kommunistischen Partei (KPCh) bevorzugte. Die Armut der Dorfbevölkerung und die daraus resultierende Landflucht in die Megastädte teilt China mit anderen Schwellenländern, jedoch ist der Hunger in China landesweit überwunden und die medizinische Versorgung ist zumindest auf niedrigem Niveau flächendeckend. Daraus resultiert in China inzwischen (Stand 2017) eine Lebenserwartung von über 76 Jahren. Ein schneller Ausbau der Infrastruktur ist nötig, um dem Smog in vielen Städten entgegenzuwirken, der durch die Kohlekraftwerke entstanden ist. Auch Gewässer und Böden sind betroffen. Große Staus in Ballungsräumen aufgrund des Umstiegs vom Fahrrad auf das Auto bilden eine weitere Herausforderung. Heute hat China einen bedeutenden Überschuss der Handelsbilanz und hohe Devisenreserven.

## Anfänge
Das Wirtschaftswachstum der Volksrepublik ist heute mit 6,7 Prozent (2016) deutlich höher als in der EU mit nur 1,9 Prozent im selben Jahr. Die Ursachen für diese unterschiedlichen Entwicklungsstände sind schnell geklärt: Während die Industrielle Revolution in Europa bereits im späten 18. Jahrhundert gestartet und sich im folgenden Jahrhundert im ganzen Kontinent ausgebreitet hatte, geschah dies in China bis heute höchstens eingeschränkt.
Dort lebte zwar schon vor Jahrhunderten eine der am weitesten entwickelten Kulturen der Welt, es gab aber zahlreiche Gründe, die eine frühe Industrialisierung Chinas verhinderten. So war China seit dem Zusammenbruch des Mongolischen Reichs immer ein geeintes Land, welches keine ernsthafte Bedrohung und daher auch kein sonderliches Bedürfnis nach technischen Neuerungen hatte. Durch die strenge hierarchische Ordnung war es außerdem seit jeher schwer, neue, revolutionäre Ideen durchzusetzen und auch in der Zeit des Sozialismus wurde dies durch die Gleichstellung der Bürger nicht leichter.
Nachdem im Jahr 1949 die Volksrepublik China ausgerufen wurde, interessierte das Ausland vor allem die Frage, wie das Land jemals seine riesige Bevölkerung ernähren wolle. Mehr als 50 Jahre später sieht sich die Welt einem Land gegenüber, das nicht nur seine Bevölkerung ernährt, die sich seither mehr als verdoppelt hat, sondern es auch zur größten Exportnation der Welt gebracht hat. Die Wirtschaftspolitik unter Mao Zedong war von der Einführung einer Planwirtschaft nach sowjetischem Vorbild geprägt. Ein Plan sollte den Markt bei der Verteilung von Ressourcen und Investitionen ersetzen. Das Ziel war dabei ein ähnliches wie in der jungen Sowjetunion 1922 – ein von Feudalismus geprägtes Agrarland durch einen zentralen Plan schnellstmöglich zu industrialisieren und höchstmögliches Wirtschaftswachstum zu erreichen. So wurde beispielsweise ab 1953 eine chinesische Kraftfahrzeugindustrie aufgebaut, die zunächst der Produktion von LKWs diente. Die Planwirtschaft wurde in einigen Bereichen entscheidend an die chinesischen Verhältnisse adaptiert. Zum einen sah sich China nicht in der Lage, genug planerische und administrative Kräfte aufzubringen, um eine Planwirtschaft nach streng sowjetischem Vorbild einzuführen. Anstelle dessen wurden bereits in den 1950er Jahren Maßnahmen zur Dezentralisierung getroffen und den Verantwortlichen auf Provinz- und Betriebsebene mehr Freiraum zur Umsetzung der Vorgaben gegeben. Zum anderen legte Mao großen Wert auf autarke Entwicklung. Nicht nur China, sondern auch einzelne Provinzen oder Regionen sollten sich selbst versorgen können. Chinas Streben nach Autarkie behinderte einerseits die wirtschaftliche Entwicklung, verhinderte aber auch einseitige wirtschaftliche Ausrichtung für den Weltmarkt und Abhängigkeiten von den entwickelten Industriemächten. Darüber hinaus gab es von 1950 bis 1971 ein Wirtschaftsembargo der USA gegen die Volksrepublik.
Der dritte Unterschied zum sowjetischen Wirtschaftsmodell lag darin, dass Mao in der Wirtschaftsentwicklung auf Massenkampagnen setzte, etwa den Großen Sprung nach vorn oder die Kulturrevolution. Diese beiden vor allem politisch motivierten Bewegungen warfen das Land jedoch um viele Jahre zurück, Historiker schätzen heute, dass der Große Sprung nach vorn (1959–61) bis zu 30 Millionen Menschen das Leben gekostet hat: Die meisten verhungerten, weil Maos Politik zu gewaltigen Missernten führte. Die Kulturrevolution (1966–1976) legte in China Bildung und Wissenschaft für ein ganzes Jahrzehnt praktisch lahm: Ein bekannter Spruch der Kulturrevolution lautet „Lieber rot als Experte“: Es war also besser, auf der politisch „richtigen“ Seite zu stehen, als über bestimmte Fähigkeiten zu verfügen. Anders als beim Großen Sprung wurde bei der Kulturrevolution allerdings höchster Wert darauf gelegt, dass die Produktion und der Aufbau der Infrastruktur möglichst unbeeinträchtigt weiterliefen. Die Arbeiter und Bauern waren von der Kulturrevolution ausgeschlossen.

## Der Wandel unter Deng Xiaoping

Wirtschaftswachstum seit 2008

Das wirtschaftliche Erbe Maos war zwiespältig: Einerseits wuchs das Bruttoinlandsprodukt zwischen 1952 und 1975 um jährlich durchschnittlich 6,7 Prozent, die Möglichkeiten für Bildung (insbesondere für Frauen), medizinische Versorgung und soziale Sicherheit erreichten ein Niveau, das es in der Geschichte des Landes zuvor nie gegeben hatte und der Anteil der Industrie an der Wirtschaftskraft wurde von etwa 20 Prozent (1952) auf 45 Prozent (1975) gesteigert. Diese Erfolge beruhten jedoch größtenteils auf der Mobilisierung zusätzlicher Ressourcen, die Investitionen wurden zunehmend ineffizienter und das relativ hohe Wirtschaftswachstum konnte nur zu einem sehr geringen Anteil in höheren Konsum der Bevölkerung umgesetzt werden. Am 5. März 1973, nach der Diagnose der Krebserkrankung bei Zhou Enlai, brachte Mao den wirtschaftlich pragmatischen Politiker Deng Xiaoping zurück an die Macht, obwohl dieser vorher in Ungnade gefallen war. Im Mai 1976 wurde Deng von Mao aber erneut gestürzt. Mao warf Deng vor, wirtschaftliche Erfolge dem Klassenkampf vorzuziehen. Deng verlor alle Ämter und wurde unter Hausarrest gestellt. Mao ernannte Hua Guofeng zu seinem Nachfolger.

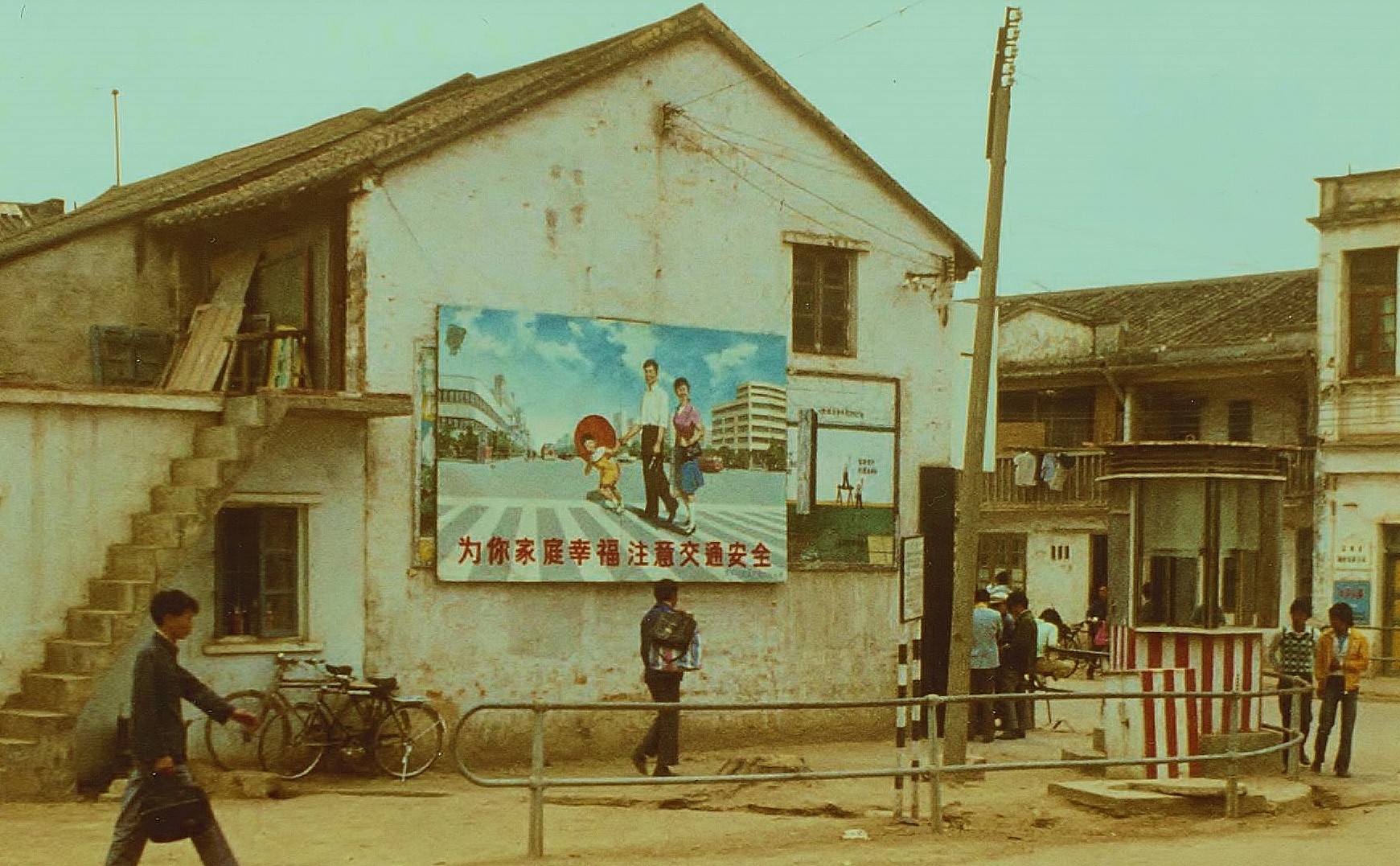
China 1982: Propagandaposter stimulieren die Hoffnung auf Modernisierung und bescheidenen Massenwohlstand der Ein-Kind-Familien

Der Tod von Mao im September 1976 eröffnete die Möglichkeit zu Reformen. Es ist unwahrscheinlich, dass eine Fortsetzung der Wirtschaftspolitik, wie sie unter Mao gemacht wurde, noch lange möglich gewesen wäre. Im September 1977 bekam Deng aufgrund des Einflusses pragmatischer Funktionäre alle ihm im Jahr 1976 entzogenen Ämter zurück und es gelang ihm, den neuen Parteivorsitzenden Hua Guofeng schrittweise zu entmachten. Ab 1979 war Deng de facto der neue Parteiführer. Deng unterwarf China nicht einer wirtschaftlichen Schocktherapie wie es in Osteuropa nach 1990 geschah, sondern er ging vorsichtig tastend und experimentierend vor. Durch Werbekampagnen wurde in der Bevölkerung des Landes die Hoffnung auf eine moderne Konsumgesellschaft stimuliert.
Deng Xiaoping nahm als dringendstes Problem die Kollektivierung der Landwirtschaft schrittweise zurück. Die Bauern hatten von da an Eigentumsrechte an ihren Produkten, Landbesitz war jedoch weiterhin nicht möglich. Die Bauern durften jedoch den Teil der Ernte, den sie über die staatlichen Planvorgaben einbringen konnten, auf freien Märkten und zu freien Preisen verkaufen.

Die Sonderwirtschaftszonen der Volksrepublik China

Ab 1979 wurden unter dem Schlagwort „Ein Land – zwei Systeme“ in den Provinzen Guangdong, Fujian und Hainan Sonderwirtschaftszonen mit wirtschaftlichen Sonderrechten und eigener Gesetzgebungskompetenz geschaffen. Die Zonen sollten unabhängig vom übrigen China mit neuen Wirtschaftsformen und liberaleren Wirtschaftspolitiken experimentieren und ausländisches Kapital und Fachwissen anziehen. Für die ersten Sonderwirtschaftszonen wurden absichtlich besonders rückständige und unbedeutende Gebiete ausgesucht. Sollten die Experimente erfolgreich sein, dann könnten sie auf ganz China ausgeweitet werden, ginge jedoch etwas schief, dann wäre der Schaden begrenzt und weit weg von Peking. Mit dem Erfolg der Sonderwirtschaftszonen wurden wirtschaftliche Konzepte der Sonderwirtschaftszonen auf weitere Gebiete ausgeweitet. Bereits 1984 erhielten 14 Küstenstädte, darunter Shanghai, als „offene Städte“ ähnliche aber weniger weit reichende Privilegien. Nach Hinzufügung weiterer Wirtschaftsöffnungszonen entstand 1985 ein zum Ausland geöffneter Wirtschaftsstreifen an der Küste. In der Folgezeit entstand eine Vielzahl „spezieller Wirtschaftszonen“ mit verschiedenen Regulierungsformen, zunächst vor allem an der Küste, später auch im Binnenland.
Ab 1984 wurde die Vorgehensweise der Landwirtschaft, Produkte, welche über die Planvorgabe hinaus produziert wurden, für den freien Markt freizugeben, auf die Industrie übertragen. Die Behörden schlossen Verträge mit den staatlichen Betrieben und reduzierten ihre Einmischung in deren Tagesgeschäft. Auf diese Art gab es kräftiges Wachstum, aber es entstand auch ein zweigleisiges Preissystem, in dem parallel Plan- und Marktpreise existierten, was zum Missbrauch führte:  Waren, die eigentlich zu den niedrigen Planpreisen hätten verkauft werden müssen, tauchten auf den freien Märkten auf.
Im Oktober 1987 wurde auf dem 13. Parteitag der KPCh die „3-Schritte“-Strategie zur Entwicklung Chinas verabschiedet. Die konkreten Ziele waren: Als erster Schritt sollte sich von 1981 bis 1990 das Bruttoinlandsprodukt verdoppeln und das Ernährungs- und Bekleidungsproblem der Bevölkerung sollte im Großen und Ganzen beseitigt werden. Als zweiter Schritt sollte sich das BIP von 1991 bis zum Jahr 2000 noch einmal verdoppeln, und die Bevölkerung sollte ein Leben in bescheidenem Wohlstand führen können. Als dritter Schritt soll bis zum Jahr 2050 China den Stand der Schwellenländer erreichen.
Um das Problem mit dem zweigleisigen Preissystem zwischen Plan- und Marktpreisen zu beseitigen, wurde ab 1987 damit begonnen, die Preise völlig freizugeben. Dies führte jedoch zu massiven Preissteigerungen, auch bei den Grundnahrungsmitteln. Unsicherheit über die weitere Entwicklung führte zu Hamsterkäufen, die die Inflation weiter antrieben. Nach offiziellen Angaben stiegen die Verbraucherpreise im Jahr 1987 um 20 Prozent, einige Lebensmittel wurden fast um die Hälfte teurer. Die Unruhe und der Widerstand im Volk wegen der Preissteigerungen führte in Peking 1989 zum Tian’anmen-Massaker und bremste die Wirtschaftsreformen auf Jahre. Stabilisierung bekam Vorrang vor der Liberalisierung. Erst im Jahr 1992 wurden die Wirtschaftsreformen wieder in größerem Stil aufgenommen und Deng Xiaoping trat seine berühmte Reise durch Südchina an, auf der er seine Thesen der „Kombination von Wirtschaftsplanung und Marktwirtschaft“ und von der „sozialistischen Marktwirtschaft“ propagierte. Die abwartende reformorientierte Klasse registrierte genau Dengs Forderung nach „mehr Mut zum Experiment, mit Draufgängertum und Abenteurermut“ und seine Forderung, die sich jetzt bietende Gelegenheit doch am Schopf zu fassen. Auch versicherte Deng, nach Jahren der Kommandowirtschaft, dass die Politik Versuche zulasse, und dass dies viel besser als jeder Zwang sei. Auf dem XIV. Parteitag im Herbst 1992 wurde die Absicht, eine sozialistische Marktwirtschaft aufzubauen, als wirtschaftspolitisches Ziel festgelegt. Seither entwickelt sich eine Privatwirtschaft in den Städten, die bis 1992 kaum existierte.
Ein Schwerpunkt zur Umsteuerung der Wirtschaft hin auf die Marktwirtschaft wurde im Finanzsektor gesetzt. Banken sollten Kredite nur noch nach Kreditwürdigkeit und nicht mehr nach politischen Vorgaben vergeben. Auf diese Weise sollten Eingriffe der Staatsverwaltung in die Unternehmen, die dann ja von den Kredit gebenden Banken kontrolliert würden, entbehrlich gemacht werden.

Entwicklung des Bruttoinlandsprodukts in China von 1952 bis 2012. Nach chinesischer Berechnung zählen zum BIP nur Leistungen in Industrie und Handwerk. Dienstleistungen und Produktion für den Eigenbedarf werden nicht berücksichtigt.

Die Verluste aus den Staatsbetrieben wuchsen in den 1990er Jahren an und so wurde beschlossen, dass der Staat sich aus der Mehrheit der Staatsunternehmen zurückziehen solle. Unternehmen ohne strategische Bedeutung konnten privatisiert oder geschlossen werden. Durch diese neuen politischen Vorgaben setzten die personell stets überbesetzten Staatsbetriebe in den 1990er Jahren ungefähr 20 Mio. Mitarbeiter frei. Dies stellte den Staat vor völlig neue Probleme, denn bisher waren die Unternehmen für ihre Mitarbeiter zuständig und Arbeitslosigkeit war in der bisherigen chinesischen Planwirtschaft nicht vorgesehen. Einem Teil dieser Arbeitslosen wurde durch ein Wiederbeschäftigungsprogramm der Regierung wieder ein Arbeitsplatz vermittelt.

## Entwicklungen im 21. Jahrhundert
Der wirtschaftliche Aufstieg Chinas setzte sich nach der Jahrtausendwende zunächst weiter fort. Im Jahr 2007 überholte China in Bezug auf das Bruttoinlandsprodukt (BIP) Deutschland und 2010 auch Japan. Seit 2021 übersteigt das BIP Chinas das der gesamten Europäischen Union.
Im Jahr 2001, dem Jahr des Beitritts Chinas zur Welthandelsorganisation (WTO), war ungefähr die Hälfte aller Arbeitnehmer in den Städten im privaten Sektor beschäftigt. Der WTO-Beitritt geschah mittels eines rund tausend Seiten langen Vertrags, in welchem festgelegt wurde, in welchen Schritten und in welchem Zeitrahmen China seinen Markt für ausländische Firmen zu öffnen hatte. Im Gegenzug dazu verpflichteten sich die anderen Staaten, ihre Märkte für chinesische Waren weiter zu öffnen. Der Beitritt Chinas zur WTO war wirtschaftlich ein Erfolg. Die Industrieproduktion stieg anschließend um über 15 Prozent jährlich, die Stahlproduktion um über 20 Prozent jährlich.
Seit Beginn des neuen Jahrhunderts, besonders aber nach dem Amtsantritt des neuen Parteichefs Hu Jintao, bekam die wirtschaftliche Entwicklung des bisher eher vernachlässigten ländlichen Zentralchina hohe Priorität. Die Transformation der chinesischen Wirtschaft in den 90er Jahren, von einer Planwirtschaft hin zu einer Marktwirtschaft, mit all den Arbeitsplatzverlusten, musste die Landbevölkerung durch künstlich niedrig gehaltene Lebensmittelpreise mitfinanzieren. Nach dem wirtschaftlichen Erfolg Chinas sollte nun die Landbevölkerung Chinas durch die städtische Wirtschaft unterstützt werden. So wurde z. B. die Agrarsteuer für die Bauern im Jahr 2006 abgeschafft, die meisten Bauern zahlen zurzeit keine Steuern mehr, und die Landbevölkerung beginnt vom Aufbau der landesweiten Infrastruktur, die neue Verdienstmöglichkeiten schafft, zu profitieren. Aber trotz der Verbesserungen ist die Lage unbefriedigend. Ein Angehöriger der neuen städtischen Mittelschicht verdient ein Vielfaches von dem, was ein Bauer verdient.
Am 1. Januar 2010 wurde eine Freihandelszone zwischen der Volksrepublik China und der ASEAN eingerichtet. Sie bildet nach der EU und der NAFTA die drittgrößte der Welt. Im Jahr 2020 trat China dem Freihandelsabkommen RCEP bei, der 15 Pazifikstaaten, mehr als zwei Milliarden Menschen und knapp ein Drittel der Weltwirtschaftsleistung abdeckt.

## Ausdehnung des Wirtschaftsaufbaus auf ganz China
Derzeit wird die industrielle Entwicklung auf ganz China ausgedehnt. Die Regierung überzieht das Land mit neuen Straßen, Bahnlinien, Flughäfen und weiterer benötigter Infrastruktur wie Wasser- und Stromversorgung, Energie und Telekommunikationsanschlüssen. Aktuell werden die Millionenstädte Chinas in die chinesische Wirtschaft, und damit in die Weltwirtschaft, verkehrsmäßig eingebunden und mit der notwendigen Infrastruktur ausgestattet. Als Nächstes sind dann die Städte mit mehr als 200.000 Einwohnern eingeplant. In die derart ausgerüsteten Städte werden dann, vergleichbar mit dem Prinzip der Sonderwirtschaftszonen, private Investoren aus China wie aus dem Ausland eingeladen.
Im Rahmen dieses Aufbaus entstanden allein zwischen 2001 und 2005 über 24.000 neue Autobahnkilometer. Damit wuchs das chinesische Autobahnnetz von 7000 km im Jahr 1998 auf 53.000 km im Jahr 2008. Bis zum Jahr 2020 soll sich das chinesische Autobahnnetz noch einmal mehr als verdoppeln. Auch das Eisenbahnnetz wird ausgebaut. Von 2006 bis 2011 werden 17.000 Streckenkilometer dem bestehenden Netz hinzugefügt. Dies entspricht knapp der Hälfte des gesamten deutschen Schienennetzes.
Chinas Infrastruktur und Wirtschaft wächst rasant, hat aber auch die Kehrseite der Belastung der Umwelt, Luft- und Wasserverschmutzung. Chinesische Großstädte gehören zu den Städten mit der stärksten Luftverschmutzung weltweit. Inzwischen hat sich das Denken der chinesischen Regierung gewandelt und Umweltzerstörung und Umweltverschmutzung werden von ihr als ein Hauptproblem Chinas eingestuft. Deshalb investierte China fast 40 Prozent seines Finanzkrisen-Konjunkturprogramms der Jahre 2009 und 2010 in die Unterstützung einer umweltfreundlicheren Wirtschaft.
Trotz aller wirtschaftlichen Erfolge der letzten Jahrzehnte bleibt die Ernährung der Bevölkerung eine wesentliche Herausforderung, sie gilt aufgrund der im Vergleich zur großen Bevölkerung geringen landwirtschaftlich nutzbaren Fläche als nicht gesichert. Liu Dongzhu, Mitarbeiterin des staatlichen chinesischen Büros für Getreidereserven, erklärt dazu, es sei nahezu ein Wunder, 22 Prozent der Weltbevölkerung mit nur sieben Prozent der weltweiten landwirtschaftlichen Fläche ernähren zu können: „Die chinesische Regierung strebt an, die Getreideversorgung der Bevölkerung eigenständig gewährleisten zu können. In den vergangenen Jahren konnte der jährliche Ertrag den Getreideverbrauch im Wesentlichen decken. Mittlerweile werden rund 95 Prozent des benötigten Getreides in China selbst erwirtschaftet.“
Obwohl die Zeit unter Mao heute in China als eine inzwischen überwundene Vergangenheit gilt und auch kritisch bewertet wird, erschien im Jahr 1999 in der Volksrepublik eine neue Serie von Banknoten: Wo zuvor nur der 100-Yuan-Schein sein Konterfei zeigte, findet es sich nun auf allen neuen Geldscheinen.

## Ausländische Unternehmen in China
Es ist ausländischen Unternehmen erlaubt, in China zu investieren und der Außenhandel wurde liberalisiert. Auch institutionelle Reformen an staatlichen Investitionen oder dem Steuersystem in China wurden notwendig. An den politischen Rahmenbedingungen wurde jedoch zunächst nichts geändert, weshalb das Wirtschaftssystem als Staatssozialismus oder offiziell als „sozialistische Wirtschaft chinesischer Prägung“ bezeichnet wurde. Im Jahre 1995 wies die Wirtschaft ein stabiles hohes Wachstum auf. Das vorher isolierte Land war der siebtgrößte Teilnehmer am internationalen Handel, und die Lebensqualität wuchs schnell, wobei die Konsumausgaben der Haushalte zunächst zu Preissteigerungen um jährlich mehr als 7 Prozent führten. In den Jahren 2000 bis 2005 war die Preissteigerungsrate wieder im Bereich von 0 bis 2 Prozent. Als Beispiel verbuchte VW mehr als 1,9 Mio. innerhalb Chinas verkaufte Neuwagen im Jahre 2010. Damit wurden 37 Prozent mehr als im Vorjahr 2009 verkauft.
In den letzten Jahren haben zahlreiche Unternehmen ihre Produktion nach China verlagert. Mittlerweile schwinden jedoch die Kostenvorteile chinesischer Standorte, sodass demgegenüber die Rückverlagerung von Fertigungsumfängen nach Europa oder in die Vereinigten Staaten an Bedeutung gewinnt.

## Kader-Kapitalismus
Die heutige Phase wird angesichts des zunehmenden Gewichts der Privatwirtschaft in China von ausländischen Wirtschaftsführern und Politikern oft als Chinas Übergang von der Plan- zur Marktwirtschaft bezeichnet. Chinaexperten wie der deutsche Politikwissenschaftler Sebastian Heilmann weisen jedoch darauf hin, dass in China keineswegs die freie Marktwirtschaft regiert, vielmehr sprechen sie von einem autoritären „Kader-Kapitalismus“: Wirtschaftlich erfolgreich sind meist Unternehmer mit guten Beziehungen zu den Mächtigen, aus deren Reihen sie auch oft hervorgehen: „Von den 3220 Chinesen mit einem Privatvermögen von mindestens 100 Millionen Yuan sind 2932 Kinder der höheren Parteikader. In den fünf Wirtschaftszweigen Finanzen, Außenhandel, Landerschließung, Großkonstruktionen und Wertpapiere halten Kinder der höheren Kader 85 Prozent bis 90 Prozent der Schlüsselpositionen.“

## Außenhandel
Der Außenhandel entwickelt sich stürmisch, dabei ist der Handelsüberschuss Chinas ein ständiges Streitthema im internationalen Handel. Im zweiten Vierteljahr 2009 betrugen die Devisenreserven Chinas erstmals über zwei Billionen US-Dollar, womit China vor Japan (mit 971 Milliarden Dollar), Russland (305,6 Mrd. $) und Taiwan (268,0 Mrd. $) die größten Reserven der Welt besitzt. Zum Vergleich: Die gesamte Euro-Zone verfügt nur über 191,6 Milliarden Dollar.
Im Jahr 2020 betrieben 128 von 190 Ländern der Welt mehr Handel mit China als mit den USA.
In Bezug auf den Handel mit Europa existieren zum einen Projekte, die im Kontext der "Neuen Seidenstraße" (One Belt, One Road) zu betrachten sind, aber auch die spezifisch auf den Handel mit Osteuropa ausgerichteten China-Mittel-Ost-Europa-Gipfel (seit 2012).
In den letzten Jahren wird daran gearbeitet die Abhängigkeit der Wirtschaft der Volksrepublik vom Außenhandel zu verringern. So hat sich die Abhängigkeit der chinesischen Volkswirtschaft vom Außenhandel im Jahr 2012 um 3,1 Prozentpunkte auf 48 Prozent verringert. Im Jahr 2006 lag die Abhängigkeit von den Ausfuhren auf einem Rekordniveau von 67 Prozent. Seither sind die Zahlen rückläufig. Der Außenhandel spielt zwar immer noch eine bedeutende Rolle, aber der BIP-Zuwachs wird immer mehr von der inneren Nachfrage angetrieben.
Entwicklung des Außenhandels Chinas
| Jahr | Einfuhr  | Ausfuhr  |
| Jahr | Mrd. US$ | Mrd. US$ |
| 1952 | 1,12     | 0,82     |
| 1957 | 1,50     | 1,60     |
| 1962 | 1,17     | 1,49     |
| 1965 | 2,02     | 2,23     |
| 1970 | 2,33     | 2,26     |
| 1975 | 7,49     | 7,26     |
| 1980 | 20,02    | 18,12    |
| 1985 | 42,25    | 27,35    |

| Jahr | Einfuhr  | Ausfuhr  |
| Jahr | Mrd. US$ | Mrd. US$ |
| 1990 | 53,35    | 62,09    |
| 1993 | 103,96   | 91,74    |
| 1995 | 132,08   | 148,78   |
| 1998 | 140,24   | 183,71   |
| 2000 | 225,09   | 249,20   |
| 2003 | 412,84   | 438,37   |
| 2004 | 561,2    | 593,3    |
| 2005 | 660,0    | 762,0    |

| Jahr         | Einfuhr  | Ausfuhr  |
| Jahr         | Mrd. US$ | Mrd. US$ |
| 2006         | 791,6    | 969,1    |
| 2007         | 955,8    | 1218     |
| 2008         | 1233     | 1428     |
| 2009         | 1006     | 1202     |
| 2010         | 1390     | 1586     |
| 2011         | 1743     | 1899     |
| 2012         | 1818     | 2049     |
| 2013         | 1950     | 2210     |
| Quelle: BFAI |          |          |

## Kommunismus als Staatsziel
Trotz des staatlich geförderten marktwirtschaftlichen Wirtschaftssystems hat die KPCh ihr Ziel, den Kommunismus aufzubauen, nicht aufgegeben. Das gegenwärtige marktwirtschaftliche System wird gemäß den Parteistatuten als Vorstufe zum Kommunismus betrachtet. Die heutige chinesische Vorstellung von Kommunismus unterscheidet sich allerdings grundlegend von der Vorstellung von Karl Marx vor 150 Jahren. Nach offiziellen chinesischen Angaben lässt sich die heutige Kommunistische Partei Chinas von den Ideen Mao-Zedongs und den Theorien von Deng-Xiaoping leiten und die wirtschaftliche Zielvorstellung von Deng war der Aufbau einer „sozialistischen Marktwirtschaft“. Am 30. Juni 1984 beschrieb Deng die Situation folgendermaßen: „Was ist Sozialismus und was ist Marxismus? In der Vergangenheit war uns das nicht so richtig klar. Der Marxismus erfordert in besonderem Maße die Entwicklung der Produktivkräfte. Wir sagten, dass der Sozialismus der erste Schritt hin zum Kommunismus ist und dass in einem fortgeschrittenen Stadium der Übergang, dass jeder nicht mehr gemäß seinen Fähigkeiten, sondern gemäß seinen Bedürfnissen leben kann, vollzogen werden wird. Dies erfordert jedoch hoch entwickelte Produktivkräfte und einen überwältigenden Überfluss an materiellem Wohlstand. Deshalb ist es auf der sozialistischen Stufe die fundamentale Aufgabe die Produktivkräfte zu erhöhen. Die Überlegenheit des sozialistischen Systems muss sich dadurch zeigen, dass sich unter ihm die Produktivkräfte schneller und besser entwickeln, als unter dem Kapitalismus. Wenn sie sich entwickeln, dann wird sich das materielle wie auch das kulturelle Leben der Bevölkerung stetig verbessern. Einer unserer Fehler nach der Gründung der Volksrepublik war, dass wir zu wenig Aufmerksamkeit auf die Entwicklung der Produktivkräfte legten. Sozialismus bedeutet die Eliminierung von Armut. Massenarmut ist nicht Sozialismus und noch viel weniger Kommunismus.“

## Parallelen zu Lenins NEP
Der Schweizerische Jurist und Sinologe Harro von Senger dokumentierte 1988, dass zehn Jahre zuvor in der chinesischen Presse Aussagen von Wladimir Iljitsch Lenin zu dessen frühsowjetischem Wirtschaftskonzept NEP (Neue ökonomische Politik) zitiert wurden. Dies sei zur Begründung der Wende vom „Klassenkampf“ zum (heutigen) „sozialistischen Modernisierungsaufbau“ geschehen. Auf Parallelen zwischen NEP und der aktuellen chinesischen Wirtschaftspolitik machten 2010 auch zwei Zeitungsartikel des deutschen Agrarwissenschaftlers Theodor Bergmann aufmerksam.
Lenins NEP ließ private Unternehmen, Gewinnstreben, ausländisches Kapital und marktwirtschaftliche Elemente zu. Der deutsche Politologe Georg Fülberth weist darauf hin, dass NEP sogar mit „kapitalistischen Ausbeutungsverhältnissen“ einhergehen konnte. Dies alles war aber nur als Übergangsphase beim Aufbau des Sozialismus gedacht. Grund und Boden, die zentrale Wirtschaftslenkung und alle wichtigen Teile der Industrie – die „Kommandohöhen der Wirtschaft“ –, sollten in staatlicher Hand liegen. Ein deutlicher Unterschied zwischen der chinesischen Entwicklung und der NEP liegt in der Zeitdauer. Die NEP dauerte von 1921 bis 1927, also sechs Jahre, die chinesische Politik der Öffnung dauert seit 1979 bis heute und ein Ende ist nicht abzusehen.